# Puck Lensing
Puck Lensing (* 15. Mai 1975 in Bocholt) ist ein deutscher Musiker, Komponist, Tontechniker und Produzent.

## Leben
Puck Lensing spielt seit 1988 Kontrabass und Gitarre in unterschiedlichen Psychobilly-, Rockabilly-, Ska- und Punk-Bands. Er ist der Besitzer des Labels Red Five Records und Hasenheide Records und Gründungsmitglied der Punkabilly-Band Sewer Rats und der Psychobilly-Band The Boozehounds. Seit 2010 ist er Bassist der englischen Psychobilly-Band  Frantic Flintstones, bei denen auch Gary Day (Morrissey) Bass spielte. 2014 trat er der deutsch/italienischen Ska-Band „The Offenders“ als Bassgitarrist bei. Er ist der Besitzer des Berliner Boneshaker Studios und wirkte seit 1997 als Bassist und Gitarrist in verschiedenen Formationen, z. B. bei den Pendletones, Little Roger & the Houserockers, Barnyard Ballers, Caravans, Jim Jeffries, Minestompers, Frantic Flintstones, Chuck & The Hobos, Sewer Rats, AC & The Shakes, Offenders und Boneshakers mit.

## Veröffentlichungen
- 1998 Pendletones "Hubba hubba"
- 1999 Boozehounds Split 7" Dynamite magazine
- 2001 Boozehounds "Evil deluxe" Crazy love records
- 2002 Little Roger & The Houserockers "Cut it while it´s hot" Tramp Records
- 2002 Little Roger & The Houserockers "Something´s goin on in my room" Tramp Records
- 2004 Boozehounds "Talex of blood" Crazy love records
- 2005 Sewer Rats Split 7" Red five records
- 2005 Boozehounds "Here we go" Red five records
- 2005 Boozehounds "Bottle up and go" Red five records
- 2006 Sewer Rats "Johnny ep" Red five records
- 2008 Sewer Rats "Rat attack" Bitzcore records
- 2010 Sewer Rats "Drunken calling" Mad drunken monkey records
- 2011 Sewer Rats "Wild at heart" Rookie records
- 2011 Jim Jeffries "Comin to get you" I sold my soul media
- 2012 Frantic Flintstones "Freaked out & psyched out" Drunkabilly records
- 2019 The Boneshakers "Shake Baby Shake" Topsy Turvy Records
- 2022 The Boneshakers "Off The Cuff" Topsy Turvy Records